# Carex burchelliana
Espèce
Classification phylogénétique
Carex burchelliana est une espèce de plantes du genre Carex et de la famille des Cyperaceae.